# Cytosol
Als Cytosol (altgriechisch κύτος kýtos ‚Zelle‘ und lat. solvere, solutum ‚lösen‘, ‚auflösen‘), auch Zytosol genannt, werden die flüssigen Bestandteile des Cytoplasmas der eukaryotischen und prokaryotischen Zellen bezeichnet.
Das Cytosol besteht zu etwa 70 % aus Wasser sowie aus den darin gelösten Ionen, kleinen Molekülen und größeren wasserlöslichen Molekülen, wie zum Beispiel Proteinen. Der Proteinanteil des Cytosols liegt bei 20–30 %. Je nach Zelltyp befinden sich 25–50 % der Gesamtproteinmenge im Cytosol. Im Cytosol findet ein Teil der Proteinbiosynthese, die Translation, statt. Außerdem finden hier die Glykolyse, viele Schritte des Proteinabbaus sowie viele Reaktionen des Intermediärstoffwechsels der Zelle statt. Dazu gehören beispielsweise Synthese und Abbau von Nukleotiden oder Aminosäuren.
Das Cytosol ist in Eukaryoten von einem Netzwerk von fadenförmigen Strukturen (Filamenten) wie Aktinfilamenten, Intermediärfilamenten oder Mikrotubuli durchzogen, die in ihrer Gesamtheit das Zellskelett (Cytoskelett) bilden.

Organisation einer typischen eukaryotischen Tierzelle:
1. Nucleolus (Kernkörperchen)
2. Zellkern (Nukleus)
3. Ribosomen
4. Vesikel
5. Raues (Granuläres) ER (Ergastoplasma)
6. Golgi-Apparat
7. Mikrotubuli
8. Glattes (Agranuläres) ER
9. Mitochondrien
10. Lysosom
11. Cytoplasma (mit Cytosol als flüssige Phase)
12. Peroxisomen
13. Zentriolen

Bei Prokaryoten liegt die DNA frei im Cytosol vor, da diese keine Kompartimentierung aufweisen. Aufgrund der dichten Ansammlung von Makromolekülen in der cytosolischen wässrigen Salzlösung spricht man beim Cytosol eher von einem Gel als von einer eigentlichen Lösung.

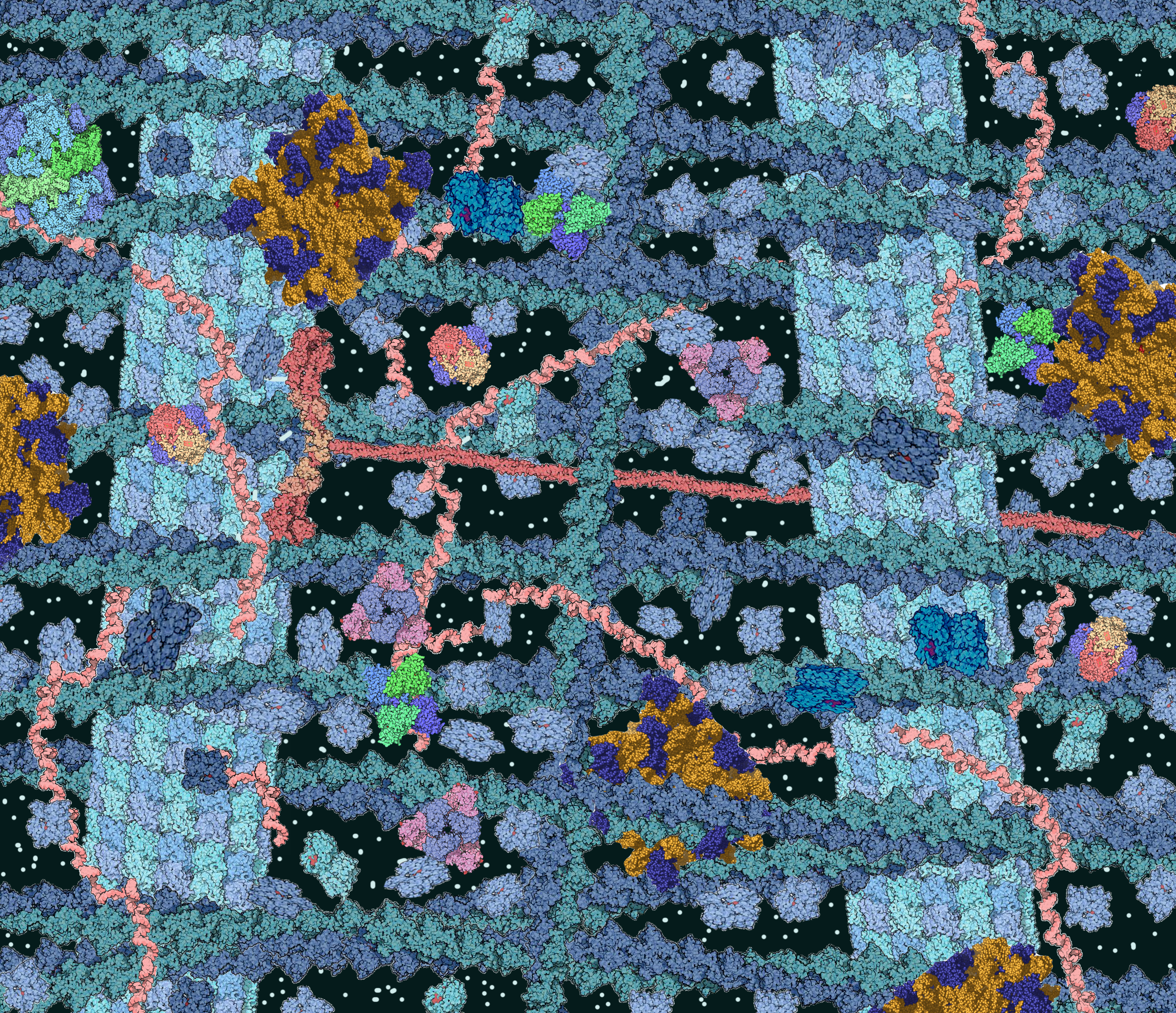
Cytosol mit wichtigsten gelösten Stoffen:
Mikrotubuli (hellblau)
Aktinfilamente (blau)
Ribosomen (gelb und blau)
lösliche Proteine (hellblau)
Kinesin (rot)
kleine Moleküle (weiß)
RNA (rosa)